# Desigualdad de género en Ucrania
La Desigualdad de género en Ucrania se refiere a las desigualdades económicas, sociales, políticas y educativas entre hombres y mujeres de Ucrania experimentadas debido a su género. Según múltiples informes, es un problema constante en todos los niveles de la sociedad ucraniana, donde la discriminación de la mujer es una parte inevitable de la vida cotidiana. Según se informa, las causas profundas de las circunstancias están relacionadas con actitudes patriarcales y estereotipos de género profundamente arraigados en la cultura tradicional ucraniana. El entorno cultural en Ucrania se ve agravado por un estado de derecho deficiente, el poder insuficiente de las instituciones sociales y la falta de voluntad política.
En respuesta a las preocupaciones, el gobierno ucraniano trató de desarrollar varias leyes, especialmente en relación con la discriminación de género institucional y personal. Desafortunadamente, la implementación práctica del sistema legal y la aplicación de la ley siguen sin realizarse de manera adecuada y las mujeres ucranianas aún enfrentan diferentes tipos de discriminación (legal, política, etc.). La práctica afecta muchos aspectos de su vida cotidiana, desde el desarrollo profesional hasta problemas de salud y resultados en un alto nivel de violencia dirigida hacia las mujeres.
Durante la invasión rusa de Ucrania en 2022 , a los hombres de 18 a 60 años se les prohibió salir de Ucrania, lo que sistemáticamente los puso en mayor riesgo de daño y muerte. En 2017, Ucrania ocupó el puesto 88 entre 189 países en el Índice de Desigualdad de Género (GII) del Programa de las Naciones Unidas para el Desarrollo.

## Mujeres en la política
Según las estadísticas de investigación recopiladas, las mujeres ucranianas están subrepresentadas en la vida política ucraniana. Este es un tema muy importante porque el grado de participación de las mujeres en la política y su acceso a la toma de decisiones es un indicador clave de la igualdad de género en una sociedad.
Durante el período soviético de la historia de Ucrania, la proporción de mujeres en el Consejo Supremo de la República Socialista Soviética de Ucrania (RSS de Ucrania) llegó al 30 %. Fue el resultado de una estricta cuota no oficial para mujeres en cargos electivos impuesta por el Partido Comunista de la URSS. Es muy interesante notar que después de recibir la independencia, la participación pública de las mujeres en muchos niveles de la política ucraniana disminuyó significativamente. Por ejemplo, después de las primeras elecciones en la recién independizada Ucrania, las mujeres ocuparon solo el 3 % de los cargos en el parlamento ucraniano (12 mujeres entre 463 diputados). Más tarde, en el año 2002, aunque una quinta parte de los candidatos parlamentarios eran mujeres, ocuparon sólo el 5,1 % de los escaños parlamentarios, una de las proporciones más bajas de representación femenina en la región. En la actualidad, tras las elecciones de 2014, la representación de las mujeres en la Verjovna Rada es de alrededor del 12 %.

## Desigualdad económica y brecha salarial de género
En promedio, las mujeres ucranianas tienen niveles educativos más altos que los hombres, pero las mujeres tienden a agruparse en ocupaciones mal pagadas y ganan alrededor del 70 % del salario de los hombres. La brecha de género más amplia en los salarios se ha detectado en la esfera financiera, mientras que la brecha más pequeña existe en la agricultura, donde los salarios son generalmente mucho más bajos que en todas las demás partes de la economía ucraniana.
Muchas disposiciones de la legislación ucraniana han sido criticadas por organismos internacionales porque crean obstáculos a la participación de las mujeres en el mercado laboral local e imponen restricciones a las oportunidades económicas de las mujeres. Un análisis de las evidencias recopiladas indica que la discriminación de género en el proceso de contratación es un lugar común, a pesar de estar prohibido por la ley ucraniana. Como regla general, es muy difícil para una mujer después de los 40 conseguir un trabajo, las mujeres son despedidas con más frecuencia que los hombres y a menudo sufren acoso sexual.en el trabajo. Por lo tanto, las mujeres ucranianas están sobrerrepresentadas en el sector informal de la economía, donde realizan trabajos no contractuales. Este tipo de actividad económica les proporciona una renta básica, pero no pensiones ni otras prestaciones sociales.